# 永遠潘朵拉
永遠潘朵拉  是香港女歌手潘靜文的出道作（首支個人派台單曲），於2023年2月25日由愛爆音樂發行。

## 背景及發行
潘靜文出身無綫電視歌唱選秀節目《聲夢傳奇》，早於2022年已為無綫電視劇集《夢華錄》獻唱片尾曲《明天開始》，惟《永遠潘朵拉》才是她首支向各大電子傳媒派台的個人單曲。於2023年2月24日派台。2023年2月25日（潘靜文25歲生日）在串流平台發行。

## 創作與製作
此歌由潘靜文演唱，蘇道哲包辦作曲、編曲及監製，林寶填詞。
歌詞以希臘神話人物潘朵拉為題材，講述愛情的神秘，比喻各種戀愛經歷，鼓勵人們縱使經過傷痛仍要勇於追求愛情。歌詞以「潘朵拉的盒子」比喻戀愛中的各種經歷，縱使會令人受傷，但亦引人好奇。歌曲旋律溫柔易記，令人朗朗上口。而歌詞表面上聽似悲傷，但其實整體歌詞則是慰藉人們受情傷的心，鼓勵人們再次勇敢追愛。即使「嚐盡毀天滅地」或是「授到挫敗」都要「和下一位盡力 拾回原始心態」。
歌詞中的一句「戀愛一刻開始多輕快」形容的是潘靜文愛情路上的一位渣男前任，講述前度男友追求她時對她很好，但一起一個多月後男友就冷落她，當時她還傻傻的等，後來經朋友口中得知真相，覺得她要前進，不可繼續這樣傻下去。雖然經歷情傷，但潘靜文沒有因此而不相信愛情，正如潘朵拉一樣，知道就算打開這個盒，會有絕望、失望、不開心，但依然選擇打開，好像她對愛情的觀念，她知道再去愛一個人可能會再受傷害，被欺騙，但依然有這份希望去迎接愛情。

## 曲目
1. 永遠潘朵拉[6]
  - 作曲：蘇道哲
  - 作詞：林寶
  - 編曲：蘇道哲
  - 監製：蘇道哲

## 歌曲列表
| 線上下載 串流媒體 | 線上下載 串流媒體 | 線上下載 串流媒體 |
| 曲序              | 曲目              | 时长              |
| ----------------- | ----------------- | ----------------- |
| 1.                | 永遠潘朵拉        | 4:18              |

## 音樂錄影帶
潘靜文於此歌MV中有多個造型，包括潘朵拉、持弓箭的愛神等。MV畫面風格唯美，營造多個「幻景」式場景。
拍攝前，潘靜文特地節食以保持體態。

## 製作團隊
資料來自《永遠潘朵拉》音樂錄影帶於YouTube的說明文字。
- 作曲：蘇道哲
- 填詞：林寶
- 編曲：蘇道哲
- 監製：蘇道哲
- 鋼琴：蘇道哲
- 鼓：Jonathan Sim
- 結他：Nic Tsui
- 低音結他：陳兆基
- 和音：朱琳
- 弦樂編寫：蘇道哲
- 錄音師：蘇道哲
- 錄音室：The Invisible Studio
- 混音師：Jay Tse

## 電台派台成績

### 新城知訊台勁爆本地榜走勢
| 週次     | 第16週  | 第17週  |
| 放榜日期 | 4月22日 | 4月29日 |
| 榜上位置 | 17      | 9       |
| -------- | ------- | ------- |

### TVB勁歌金榜走勢
| 週次     | 第14週 | 第15週  | 第16週  | 第17週  |
| 放榜日期 | 4月9日 | 4月16日 | 4月23日 | 4月30日 |
| 榜上位置 | 9      | 7       | 6       | 6       |
| -------- | ------ | ------- | ------- | ------- |

### 各大流行榜最高位置
| 樂壇流行榜     | 最高位置 |
| -------------- | -------- |
| 勁歌金榜       | 6        |
| 新城勁爆本地榜 | 9        |